# Braquis
Braquis est une commune française située dans le département de la Meuse, en région Grand Est.

## Géographie

### Hydrographie

#### Réseau hydrographique
La commune est dans le bassin versant du Rhin au sein du bassin Rhin-Meuse. Elle est drainée par le ru Braquemis et le ru de Butel,.
Le ru Braquemis, d'une longueur de 12 km, prend sa source dans la commune de Ronvaux et se jette  dans l'Orne à Buzy-Darmont, après avoir traversé huit communes.
Le ru de Butel, d'une longueur de 13 km, prend sa source dans la commune de Manheulles et se jette  dans l'Orne à Saint-Jean-lès-Buzy, après avoir traversé huit communes.

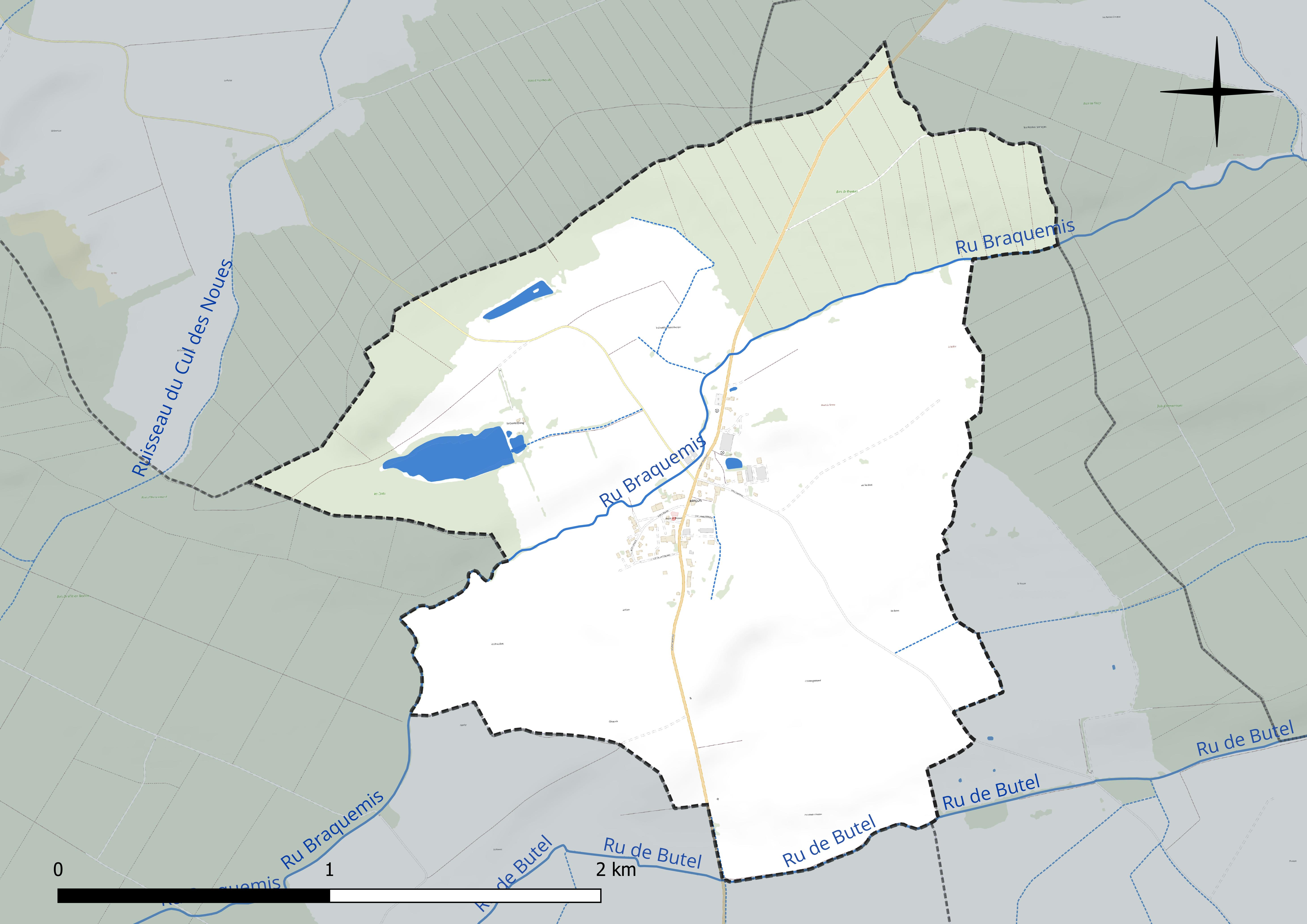
Réseau hydrographique de Braquis.

#### Gestion et qualité des eaux
Le territoire communal est couvert par le schéma d'aménagement et de gestion des eaux (SAGE) « Bassin ferrifère ». Ce document de planification concerne le périmètre des anciennes galeries des mines de fer, des aquifères et des bassins versants hydrographiques associés qui s’étend sur 2 418 km2. Les bassins versants concernés sont celui de la Chiers en amont de la confluence avec l'Othain, et ses affluents (la Crusnes, la Pienne, l'Othain), celui de l'Orne et ses affluents et celui de la Fensch, le Veymerange, la Kiesel et les parties françaises du bassin versant de l'Alzette et de ses affluents (Kaylbach, ruisseau de Volmerange). Il a été approuvé le 27 mars 2015. La structure porteuse de l'élaboration et de la mise en œuvre est la région Grand Est.
La qualité des cours d’eau peut être consultée sur un site dédié géré par les agences de l’eau et l’Agence française pour la biodiversité.

### Climat
Pour des articles plus généraux, voir Climat du Grand Est et Climat de la Meuse.
En 2010, le climat de la commune est de type climat des marges montargnardes, selon une étude du Centre national de la recherche scientifique s'appuyant sur une série de données couvrant la période 1971-2000. En 2020, Météo-France publie une typologie des climats de la France métropolitaine dans laquelle la commune est exposée à un climat océanique altéré et est dans la région climatique  Lorraine, plateau de Langres, Morvan, caractérisée par un hiver rude (1,5 °C), des vents modérés et des brouillards fréquents en automne et hiver.
Pour la période 1971-2000, la température annuelle moyenne est de 9,7 °C, avec une amplitude thermique annuelle de 16,2 °C. Le cumul annuel moyen de précipitations est de 890 mm, avec 13,2 jours de précipitations en janvier et 9,5 jours en juillet. Pour la période 1991-2020, la température moyenne annuelle observée sur la station météorologique de Météo-France la plus proche, « Bonzée_sapc », sur la commune de Bonzée à 7 km à vol d'oiseau, est de 10,6 °C et le cumul annuel moyen de précipitations est de 783,7 mm. 
La température maximale relevée sur cette station est de 40,6 °C, atteinte le 24 juillet 2019 ; la température minimale est de −17,3 °C, atteinte le 7 février 2012,,.
Les paramètres climatiques de la commune ont été estimés pour le milieu du siècle (2041-2070) selon différents scénarios d'émission de gaz à effet de serre à partir des nouvelles projections climatiques de référence DRIAS-2020. Ils sont consultables sur un site dédié publié par Météo-France en novembre 2022.

## Urbanisme

### Typologie
Au 1er janvier 2024, Braquis est catégorisée commune rurale à habitat très dispersé, selon la nouvelle grille communale de densité à sept niveaux définie par l'Insee en 2022.
Elle est située hors unité urbaine et hors attraction des villes,.

### Occupation des sols
L'occupation des sols de la commune, telle qu'elle ressort de la base de données européenne d’occupation biophysique des sols Corine Land Cover (CLC), est marquée par l'importance des territoires agricoles (65,2 % en 2018), en diminution par rapport à 1990 (71,8 %). La répartition détaillée en 2018 est la suivante : 
prairies (33,7 %), terres arables (31,5 %), forêts (27,2 %), zones urbanisées (7,6 %). L'évolution de l’occupation des sols de la commune et de ses infrastructures peut être observée sur les différentes représentations cartographiques du territoire : la carte de Cassini (XVIIIe siècle), la carte d'état-major (1820-1866) et les cartes ou photos aériennes de l'IGN pour la période actuelle (1950 à aujourd'hui).

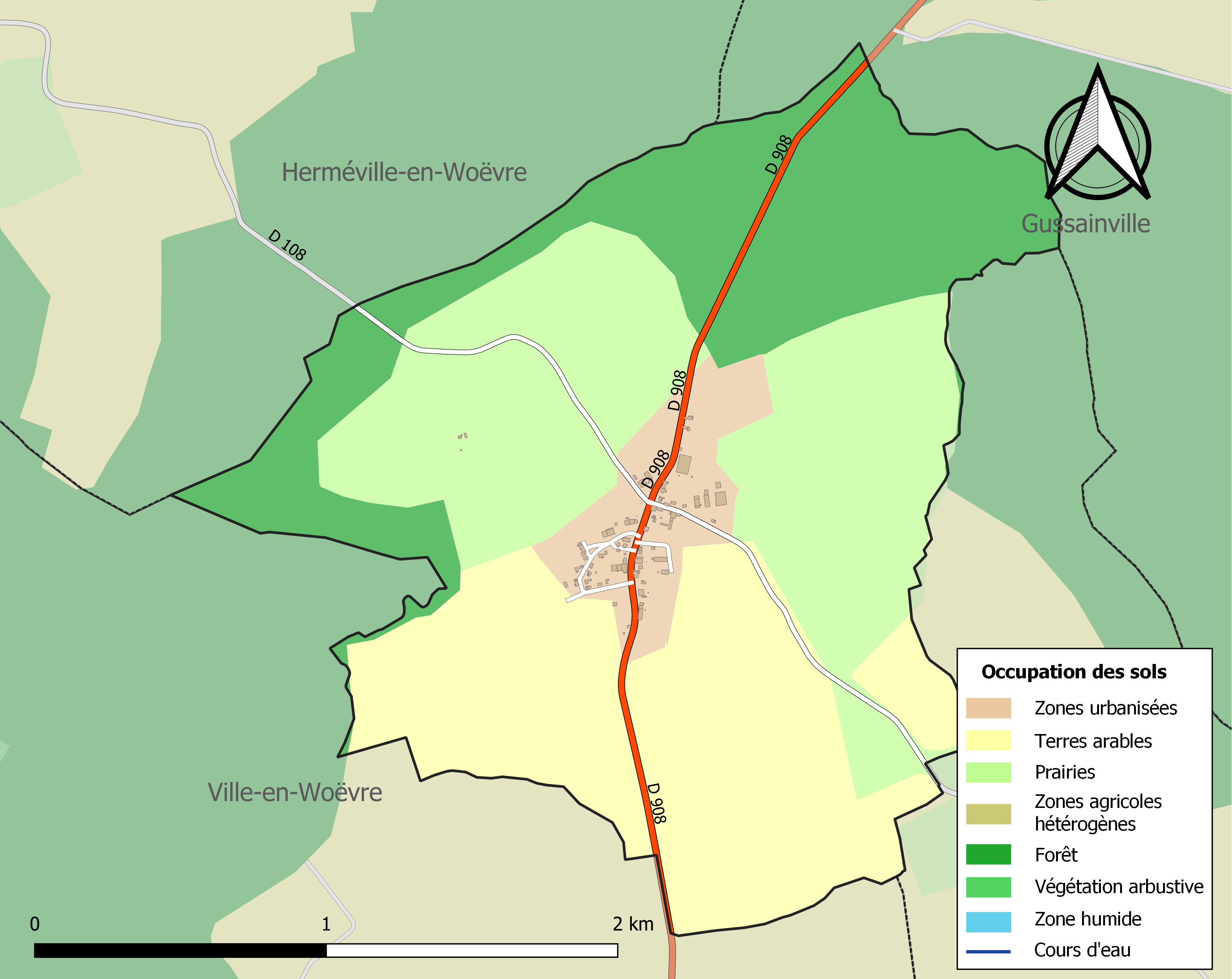
Carte des infrastructures et de l'occupation des sols de la commune en 2018 (CLC).

## Toponymie
Le nom de la localité est attesté sous les formes Blarica (812) ; Bracquiers (1290) ; Braqui (1491) ; Bracquier (1700) ; Braquiers, Braqueriæ (1738) ; Braquy (1743).

Le village est sur le ru Braquemis (Bracquemirup).
Du gaulois *bracu « boue, marais ».

## Histoire
Le 4 mars 1916, lors d'une chevauchée de reconnaissance à Braquis, le lieutenant de cavalerie Franz Marc, célèbre peintre allemand, fut mortellement blessé par un éclat de grenade. Le 5 mars, il fut enterré dans le parc du château de Gussainville. Sa dépouille mortelle fut exhumée en 1917 et inhumée à Kochel.

## Politique et administration

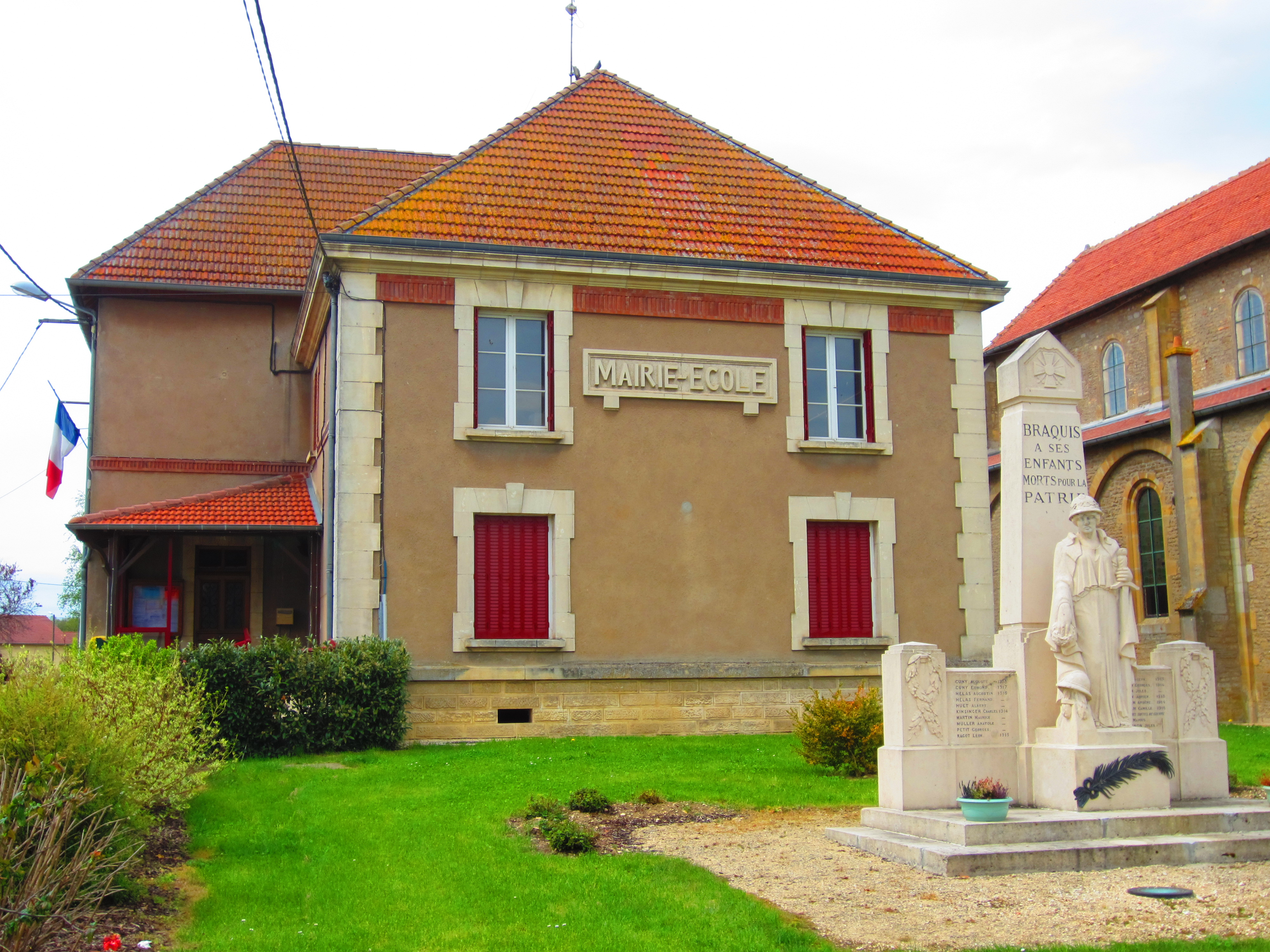
La mairie.

| Période                                  | Période  | Identité                                        | Étiquette | Qualité  |
| ---------------------------------------- | -------- | ----------------------------------------------- | --------- | -------- |
| Les données manquantes sont à compléter. |          |                                                 |           |          |
| 1936                                     | 1980     | Martial Brousse                                 | PPUS      | Sénateur |
| mars 2001                                | En cours | Maryse François Réélue pour le mandat 2020-2026 |           |          |

## Population et société

### Démographie

#### Évolution démographique
L'évolution du nombre d'habitants est connue à travers les recensements de la population effectués dans la commune depuis 1793. Pour les communes de moins de 10 000 habitants, une enquête de recensement portant sur toute la population est réalisée tous les cinq ans, les populations de référence des années intermédiaires étant quant à elles estimées par interpolation ou extrapolation. Pour la commune, le premier recensement exhaustif entrant dans le cadre du nouveau dispositif a été réalisé en 2004.

En 2022, la commune comptait 104 habitants, en évolution de −16,13 % par rapport à 2016 (Meuse : −4,4 %, France hors Mayotte : +2,11 %).
| 1793 | 1800 | 1806 | 1821 | 1831 | 1836 | 1841 | 1846 | 1851 |
| ---- | ---- | ---- | ---- | ---- | ---- | ---- | ---- | ---- |
| 215  | 204  | 211  | 215  | 250  | 270  | 280  | 324  | 314  |

| 1856 | 1861 | 1866 | 1872 | 1876 | 1881 | 1886 | 1891 | 1896 |
| ---- | ---- | ---- | ---- | ---- | ---- | ---- | ---- | ---- |
| 309  | 317  | 298  | 250  | 250  | 263  | 265  | 268  | 260  |

| 1901 | 1906 | 1911 | 1921 | 1926 | 1931 | 1936 | 1946 | 1954 |
| ---- | ---- | ---- | ---- | ---- | ---- | ---- | ---- | ---- |
| 252  | 252  | 226  | 119  | 121  | 124  | 98   | 109  | 127  |

| 1962 | 1968 | 1975 | 1982 | 1990 | 1999 | 2004 | 2006 | 2009 |
| ---- | ---- | ---- | ---- | ---- | ---- | ---- | ---- | ---- |
| 114  | 105  | 104  | 106  | 87   | 85   | 82   | 84   | 92   |

| 2014 | 2019 | 2022 | - | - | - | - | - | - |
| ---- | ---- | ---- | - | - | - | - | - | - |
| 116  | 109  | 104  | - | - | - | - | - | - |

## Culture locale et patrimoine

### Lieux et monuments
- Église Saint-Georges, reconstruite en 1726 et en 1860 détruite au cours de la Première Guerre mondiale puis rebâtie en 1927.
- La chapelle-oratoire Notre-Dame de Fatima, construite en 1958.